# Acaciella chamelensis
Acaciella chamelensis là một loài thực vật có hoa trong họ Đậu. Loài này được (L. Rico) L. Rico mô tả khoa học đầu tiên năm 2006.